# Giáo hội Luther

Hoa hồng Luther

Cộng đồng các Giáo hội Luther hình thành từ phong trào cải cách bên trong Cơ Đốc giáo, khởi nguồn từ những quan điểm thần học của Martin Luther được thể hiện qua các tác phẩm của ông. Những tác phẩm này là công cụ hữu hiệu giúp khởi phát cuộc Cải cách Kháng nghị. Những nỗ lực với mục tiêu cải cách nền thần học và nguyên tắc sống đạo lại dẫn đến một sự chia cắt sâu sắc khi một số lượng lớn các tín hữu Cơ Đốc rời bỏ truyền thống Công giáo Rôma. Hiện có gần 70 triệu thành viên thuộc các giáo hội Luther trên khắp thế giới, trong số khoảng 590 triệu tín hữu Kháng Cách mà đức tin của họ chịu ảnh hưởng từ tư tưởng cải cách của Luther.

## Lịch sử
Khởi nguồn từ những tác phẩm thể hiện tư tưởng của Martin Luther, một linh mục tu sĩ người Đức và là một nhà thần học, nhằm mục đích cải cách những nguyên tắc sống đạo bên trong Giáo hội Công giáo Rôma vào thế kỷ 16. Thời điểm khởi đầu cuộc Cải cách Kháng nghị được kể vào ngày 31 tháng 10 năm 1517 khi Luther treo 95 luận đề trên cửa nhà thờ ở Wittenburg. Từ đó, tư tưởng Luther trở nên nguyên lý nền tảng cho phong trào Kháng Cách.

## Thần học

### Kinh Thánh
Đức tin của Giáo hội Luther lập nền trên Kinh Thánh. Tín hữu Giáo hội Luther tin rằng Kinh Thánh được soi dẫn bởi Chúa Thánh Thần và là thẩm quyền tối hậu trong mọi lĩnh vực của đức tin và giáo lý. Họ cũng xác tín rằng dùng Kinh Thánh để giải thích Kinh thánh là phương pháp đúng đắn và phù hợp với đức tin. Giáo huấn này được thể hiện trong sách Giáo lý Concord (Book of Concord), bao gồm những tín điều của giáo hội Luther hình thành trong thế kỷ 16.
Theo quan điểm của Giáo hội Luther, nội dung Kinh Thánh hàm chứa hai phần riêng biệt gọi là Luật pháp và Phúc âm (hoặc Luật pháp và Lời hứa), và chính sự phân biệt giữa Luật pháp và Phúc âm đã giúp làm nổi bật giáo thuyết về việc tín hữu được xưng công chính bởi ân điển qua đức tin.
Theo truyền thống, các mục sư, giáo đoàn và các tổ chức của giáo hội được yêu cầu cam kết rằng mọi giảng luận và giáo huấn của họ phải phù hợp với Bản Tín điều Luther. Hầu hết tín hữu của Giáo hội Luther xem Kinh Thánh là không sai lầm, mặc dù có một vài giáo phái thuộc cộng đồng xem Kinh Thánh là một tác phẩm của con người, vì vậy có thể có sai lầm, nhất là trong lĩnh vực khoa học và lịch sử.

### Giáo lý trọng tâm
Giáo lý căn cốt của tư tưởng Luther là sự Xưng Công chính: Loài người nhận lãnh sự cứu rỗi chỉ bởi ân điển của Thiên Chúa (Sola Gratia), chỉ qua đức tin (Sola Fide), và chỉ do công đức của Chúa Cơ Đốc (Solus Christus); (xem Năm Tín lý Duy nhất). Tín hữu giáo hội Luther tin rằng Thiên Chúa là đấng sáng tạo trời đất, ngài dựng nên con người trong tình trạng toàn hảo, thánh khiết và vô tội. Tuy nhiên, Adam và Eva chọn lựa bất phục tùng Thiên Chúa và quyết định chỉ tin cậy vào khả năng, sự hiểu biết và sự khôn ngoan của chính mình. Đối với Thiên Chúa, sự chọn lựa này là hành động phản loạn, và đó là tội lỗi đầu tiên. Do nguyên tội (tội tổ tông) – từ tội lỗi này mà nảy sinh mọi tội khác – mọi hậu duệ ra từ Adam và Eva (tức toàn thể nhân loại) sinh ra trong tội lỗi, do đó là tội nhân trong mắt Thiên Chúa. Theo quan điểm của Giáo hội Luther, nguyên tội là "tội căn cốt, là nguồn của mọi tội lỗi khác".

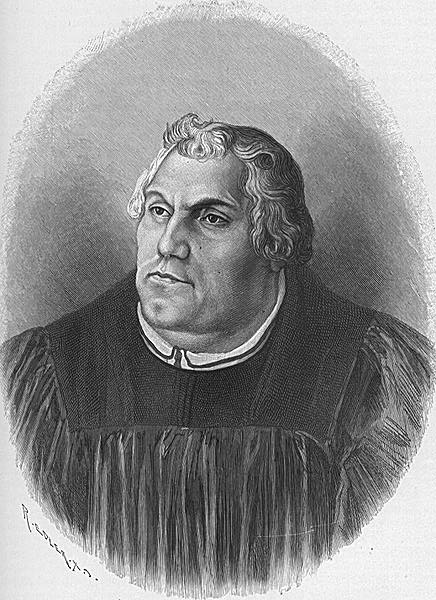
Martin Luther

Giáo lý của Giáo hội Luther dạy rằng tội nhân không thể làm gì (việc lành hoặc công đức) để có thể đáp ứng đức công chính của Thiên Chúa. Mọi suy nghĩ và hành động của con người đều nhuốm tội và bắt nguồn từ tội lỗi. Thiên Chúa đã hành động chỉ vì ngài yêu tội nhân và không muốn họ bị hư mất đời đời. Bởi ân điển của ngài, con người được tha thứ tội lỗi, được chấp nhận để trở nên con dân của Thiên Chúa, và được ban cho sự sống đời đời.
Do đó, theo quan điểm của Giáo hội Luther, sự cứu chuộc đời đời chỉ có thể xảy ra khi có sự hiến tế vĩnh cửu được thể hiện qua sự giáng sinh, cuộc đời trọn vẹn phục tùng Thiên Chúa, sự thống khổ, sự chết trên thập tự giá, và sự phục sinh của Chúa Giê-xu Cơ Đốc. Chúa Giê-su là đấng trung bảo duy nhất giúp con người phục hòa với Thiên Chúa, bởi vì ngài chính là Thiên Chúa, không hề phạm tội để có thể trở nên sinh tế không tì vít đền tội thay cho loài người. Trong cái chết trên thập tự giá của Chúa Giê-xu, sự chết bị hủy diệt (trong ý nghĩa tối hậu), nợ đã được trả, tội đã được tha.
Tín hữu của Giáo hội Luther tin rằng chỉ bởi đức tin con người mới có thể nhận lãnh món quà cứu rỗi này từ Thiên Chúa - đức tin là sự thể hiện lòng tin cậy trọn vẹn và đầy đủ để nhận lãnh lời hứa tha thứ và cứu chuộc từ Thiên Chúa. Ngay cả đức tin cũng cần được xem là sự ban cho của Thiên Chúa, được hình thành trong lòng tín hữu bởi quyền năng của Chúa Thánh Linh do ân điển, Lời của Thiên Chúa và các thánh lễ và các bí tích.
Khác với Thần học Calvin, Thần học Luther không chấp nhận giáo thuyết dạy rằng con người bị định cho sự hư mất đời đời, nhưng tin rằng bởi sự vô tín và lòng cứng cỏi, con người khước từ ân điển của Thiên Chúa nên họ không được tha thứ tội lỗi và phải gánh chịu sự trừng phạt đời đời.
Giáo hội Luther công nhận hai thánh lễ: Báp têm và Tiệc Thánh. Tín hữu của Giáo hội Luther tin rằng báp têm là hành động cứu rỗi của Thiên Chúa, được thiết lập bởi Chúa Giê-su, lập nền trên lời giảng và lời hứa của Chúa Cơ Đốc, do đó cả người lớn và trẻ em đều có thể chịu lễ báp têm. Thường thì trẻ em trong gia đình theo Giáo hội Luther chịu lễ báp têm chỉ một thời gian ngắn sau khi chào đời. Quan điểm này khiến cộng đồng theo Giáo hội Luther trở nên khác biệt đôi chút về thần học và văn hóa đối với một số truyền thống khác thuộc Cơ Đốc giáo.
Theo đức tin của tín hữu của Giáo hội Luther, thánh lễ Tiệc Thánh là do chính Chúa Giê-su thiết lập, họ chấp nhận Đồng thể thuyết (Consubstantiation), tin rằng thân thể và huyết của Chúa Giê-xu hiện diện trong, với và bên dưới bản thể của bánh và rượu nho (Chén phước lành mà chúng ta chúc phước, há chẳng phải là thông với huyết của Chúa Cơ Đốc sao? Bánh mà chúng ta bẻ, há chẳng phải là thông với thân thể của Chúa Cơ Đốc sao? ... Bởi đó, ai ăn bánh hoặc uống chén của Chúa cách không xứng đáng, thì sẽ mắc tội với thân và huyết của Chúa).
Tín hữu của Giáo hội Luther tin rằng hễ ai tin cậy trọn vẹn vào một mình Chúa Giê-su thì chắc chắn được cứu rỗi, vì đã đặt niềm tin của mình vào công đức và lời hứa của ngài. Họ tin rằng, ngay sau khi chết, người thuộc về Chúa Cơ Đốc sẽ bước vào sự hiện diện phước hạnh của Thiên Chúa trên thiên đàng, ở đó họ chờ đợi sự sống lại của thân thể khi Chúa Cơ Đốc tái lâm.
Khi tín hữu của Giáo hội Luther cho rằng việc lành không thể làm thỏa mãn đức công chính của Thiên Chúa thì không có nghĩa là việc lành là không cần thiết trong đời sống Cơ Đốc. Họ chỉ tin rằng, trong mọi tình huống, việc lành là kết quả tất yếu của đức tin thật; không phải việc lành đến từ con người, cũng không phải do nỗ lực của con người, nhưng việc lành đến từ Thiên Chúa vì ngài là nguồn của tình yêu. Do đó, con người cần phải có đức tin để thể hiện tình yêu bằng việc lành.

## Thờ phụng
Nhiều người trong cộng đồng các giáo hội Luther quan tâm đến giáo nghi trong lễ thờ phượng, mặc dù có nhiều nhóm trong cộng đồng không đồng ý với quan điểm này. Âm nhạc thủ giữ vai trò quan trọng trong lễ thờ phượng truyền thống của tín hữu của Giáo hội Luther. Martin Luther đã sáng tác nhiều bài thánh ca, nổi tiếng nhất là thánh ca Chúa vốn Bức thành Kiên cố ("Ein feste Burg ist unser Gott"). Thánh ca của Giáo hội Luther giàu nhạc điệu, phong phú trong bồi linh và thường chuyển tải những thông điệp thần học sâu nhiệm. Nhiều giáo đoàn có những hoạt động âm nhạc đa dạng với các ca đoàn thuộc mọi lứa tuổi. Johann Sebastian Bach, một tín hữu của Giáo hội Luther sùng tín, đóng góp đáng kể cho nền âm nhạc của Giáo hội Luther.
Từ thập niên 1970, nhiều nhà thờ của Giáo hội Luther chấp nhận các hình thái thờ phượng "đương đại" trong nỗ lực hòa nhập với Phong trào Tin Lành. Nghi thức thờ phượng trở nên đa dạng theo sự chọn lựa của mỗi giáo đoàn. Đến thế kỷ 21, trào lưu này càng phát triển, ngày nay nhiều giáo đoàn xem "Nghi lễ Thờ phượng Đương đại" không chỉ là phương cách để hòa nhập mà là một hình thức thể hiện ý chí của các giáo đoàn.
Dạy giáo lý, nhất là cho trẻ em rất được xem trọng trong hầu hết các giáo đoàn của Giáo hội Luther. Ở đây tiếp tục duy trì các lớp học Trường Chúa Nhật, tổ chức những nhà giữ trẻ và trường tiểu học. Cũng có các trường trung học và đại học trong khu vực.
Mục sư quản nhiệm nhà thờ thường được huấn luyện đầy đủ về thần học, Hi văn và tiếng Hebrew để có thể tham khảo Kinh Thánh trong nguyên ngữ. Mục sư giáo hội Luther được phép kết hôn và có con cái.

## Tổ chức Quốc tế
Ba tổ chức quốc tế thuộc cộng đồng Giáo hội Luther là Liên minh Giáo hội Luther Thế giới (Lutheran World Federation – LWF), Chủ tịch đương kim của Liên đoàn này là Đức Tổng giám mục Musa Panti Filibus người Nigeria (2017); Hội đồng Giáo hội Luther Quốc tế (International Lutheran Council – ILC), và Hội nghị Giáo hội Luther Tin Lành (Confessional Evangelical Lutheran Conference – CELC). Liên minh Giáo hội Luther Thế giới hỗ trợ các chương trình xã hội của Lutheran World Relief, tổ chức cứu trợ và phát triển hoạt động tích cực tại hơn 50 quốc gia.
Thành viên của các tổ chức quốc tế này là khoảng 200 giáo hội hiện diện tại hơn 80 quốc gia.

## Thế giới
Giáo hội Luther có mặt trên tất cả các lục địa có dân cư. Những quốc gia có nhiều tín hữu theo Giáo hội Luther là Đan Mạch, Estonia, Na Uy, Phần Lan, Đức, Iceland, Latvia, Namibia, và Thụy Điển.
Trong khi Namibia là đất nước duy nhất bên ngoài Âu châu có đa số dân chấp nhận đức tin của Giáo hội Luther, có nhiều cộng đồng Giáo hội Luther hiện diện tại các quốc gia khác như Úc, Brasil, Canada, Ethiopia, Indonesia (đa phần thuộc sắc dân Orang Batak), Madagascar, Papua New Guinea, Tanzania, và Hoa Kỳ. Cũng có những cơ sở truyền giáo Giáo hội Luther tại các nước châu Phi như Sierra Leone.